# Бжозова (Малопольське воєводство)
Бжозова (пол. Brzozowa) — село в Польщі, у гміні Ґромник Тарновського повіту Малопольського воєводства.
Населення — 728 осіб (2011).
У 1975-1998 роках село належало до Тарновського воєводства.

## Демографія
Демографічна структура станом на 31 березня 2011 року:
|          | Загалом | Допрацездатний вік | Працездатний вік | Постпрацездатний вік |
| -------- | ------- | ------------------ | ---------------- | -------------------- |
| Чоловіки | 395     | 111                | 240              | 44                   |
| Жінки    | 333     | 73                 | 178              | 82                   |
| Разом    | 728     | 184                | 418              | 126                  |